# Gudźranwala Cantonment
Gudźranwala Cantonment (urdu: گوجرانولہ کنٹونمنٹ) – miasto w Pakistanie, w prowincji Pendżab. Według danych na rok 2017 liczyło 136 919 mieszkańców.